# Saint-Jean-d'Estissac
Saint-Jean-d'Estissac è un comune francese di 149 abitanti situato nel dipartimento della Dordogna nella regione della Nuova Aquitania.

## Società

### Evoluzione demografica
Abitanti censiti